# Ghalib Alhinai
Ghalib bin Ali bin Hilal Alhinai (in arabo غالب بن علي الهنائي‎?; Oman, 1912 – Dammam, 29 novembre 2009) è stato un religioso e politico omanita, ultimo imam (guida religiosa e sovrano) eletto dell'imamato di Oman.

## Biografia
Ghalib Alhinai nacque in Oman intorno all'anno 1912. Suo padre, Ali bin Hilal Alhinai, in precedenza era stato il wali (governatore) di Rustaq.
Prima di assumere il ruolo di imam, Ghalib fu qadi (giudice) di Rustaq e Nizwa. In seguito prestò servizio come Tesoriere dell'imamato. L'imam Alkhalili morì il 3 maggio 1954 e Ghalib Alhinai fu chiamato a succedergli.
In quegli anni quello che oggi è l'Oman era diviso tra l'interno, noto come imamato di Oman, e l'Oman costiero, noto come sultanato di Mascate e Oman. Il governo britannico esercitava un vasto controllo sul sultanato in quanto il segretario alla difesa e capo dell'intelligence, il consigliere principale del sultano e tutti i ministri tranne due erano inglesi. Poco dopo la sua elezione, l'imam Ghalib guidò l'imamato dell'Oman nella guerra di Jebel Akhdar contro il sultano Sa'id bin Taymur che era appoggiato dal governo britannico.
Nel 1937 venne firmato un accordo tra il sultano e una consociata dell'Iraq Petroleum Company (IPC), un consorzio di compagnie petrolifere che era in gran parte di proprietà britannica, con il quale si garantì le concessioni petrolifere alla compagnia. Con l'accordo il sultano riceveva un considerevole bonus di firma. L'IPC informò il sultano che poteva esistere un potenziale giacimento di petrolio nell'interno dell'Oman e offrì sostegno finanziario per migliorare le forze armate affinché potessero affrontare qualsiasi potenziale resistenza da parte dell'imamato. Il governo britannico favorì il piano della IPC in quanto traeva beneficio dall'espansione del territorio del sultanato e considerava la scoperta di petrolio in Oman come una valida assicurazione contro l'insicurezza di altre regioni del Medio Oriente. Il piano di occupare l'interno iniziò nel 1945 quando emerse la notizia che l'imam Alkhalili, il predecessore dell'imam Alhinai, era malato e il sultano espresse al governo britannico il suo interesse a occupare l'interno subito dopo la morte del sovrano.
L'idea di far negoziare la compagnia petrolifera direttamente con l'imamato non fu favorita dall'agente politico britannico che risiedeva a Mascate. Affermò che questo avrebbe significato riconoscere l'autorità dell'imamato e ne avrebbe aumentato il prestigio. L'agente politico britannico credeva che l'unico metodo per garantire l'accesso all'interno della compagnia petrolifera fosse assistere il sultano nell'occupare l'imamato. La posizione del governo britannico fu in seguito quella di eliminare ogni possibilità di entrare in relazioni dirette con l'interno per non alienare il sultano ed evitare di invalidare l'affermazione dell'IPC secondo cui la sua concessione dal sultano copriva l'intero territorio dell'Oman. Nel 1946, il governo britannico offrì armi e munizioni, forniture ausiliarie e ufficiali per occupare l'interno. Nel settembre dello stesso anno, il governo britannico studiò di offrire al sultano l'utilizzo della Royal Air Force per occupare l'interno. Esso concluse che era riluttante "in linea di principio" all'uso della forza per evitare critiche internazionali che avrebbero potuto portare alla chiamata del governo britannico dinanzi al Consiglio di sicurezza delle Nazioni Unite. Nel frattempo, il governo britannico riconobbe che l'uso della RAF avrebbe accelerato le operazioni di esplorazione petrolifera all'interno del paese.
La guerra fu innescata dal sultano Sa'id bin Taymur il 25 ottobre 1954, quando autorizzò i cercatori di petrolio della IPC a cercare giacimenti vicino a Fahud, un'area situata nel territorio dell'imamato, e inviò le truppe della Muscat e Oman Field Force (MOFF), in seguito ribattezzata come Forze armate del sultano (FAS), per occuparlo. Il MOFF occupò Tanam il giorno seguente. L'imam considerò la mossa come una violazione del Trattato di Seeb, un accordo che riconosceva l'autonomia dell'imamato. L'occupazione di Fahud e Tanam fu solo un preludio al grande disegno del sultanato di occupare l'intero imamato. Il 13 dicembre 1954, il MOFF, che disponeva di otto ufficiali britannici, marciò da Fahud ad Adam e occupò la città. Successivamente, il 15 dicembre 1955, venne catturata anche la capitale dell'imamato, Nizwa. Tuttavia, la resistenza delle forze dell'imamato persisteva e Talib Alhinai, fratello minore dell'imam e wali (governatore) di Rustaq, ebbe un ruolo chiave nel rafforzare le difese reclutando milizie aggiuntive e acquisendo il sostegno di Arabia Saudita, Egitto e Regno d'Iraq. Il rafforzamento delle forze dell'imamato si materializzò il 14 giugno 1957, quando un certo numero di villaggi interni, incluso Bilad Sayt, furono riconquistati. Il MOFF trasferì una batteria di artiglieria a Bilad Sayt in previsione di una facile vittoria. Tuttavia, le forze dell'imamato si dimostrarono molto più organizzate del previsto. Dopo settimane di schermaglie, il MOFF, senza alcun sostegno civile da parte degli abitanti locali, non ebbe altra scelta che arrendersi a Fahud. Le forze dell'imamato sottrassero Nizwa (la capitale), Firq, Izki, Tanuf, Bahla e Jebal Akhdar al controllo del sultunato, mentre Ibri era l'unica area rimasta sotto l'occupazione del sultunato.
Il 25 luglio 1958, visti il perdurare del conflitto e il progetto del governo britannico di essere "meno visibile" in Medio Oriente dopo il fallimento nella crisi di Suez, ci fu uno scambio di lettere tra il sultano e i leader britannici e successivamente venne firmato un accordo di aiuto allo sviluppo economico, che consisteva nel rafforzare le Forze armate dell'Oman (FAS) assegnando la guida delle piccole unità e delle FAS nel suo insieme a ufficiali britannici. La guerra durò cinque anni, fino a quando le Forze armate del sultano, con molte difficoltà e in seguito al supporto diretto dei soldati dello Special Air Service, del 1º battaglione dei Cameronions, di una truppa degli ussari 15/19, di aerei da combattimento della RAF e di uno squadrone di auto blindate Ferret, nel 1959 posero fine al conflitto.  L'imam Ghalib Alhinai riuscì a fuggire in Arabia Saudita. Per un breve periodo continuò a guidare un governo provvisorio in esilio da Dammam e istituì un ufficio dell'imamato a Il Cairo mentre i combattimenti in Oman proseguivano.
L'imam Ghalib delegò suo fratello, Talib, e Suleiman bin Hamyar, che era il wali di Jebel Akhdar, per presentare la questione alla Lega araba e all'Organizzazione delle Nazioni Unite al fine di ottenere il riconoscimento e rivendicare la legittimità dell'imamato di Oman. La causa dell'imamato fu identificata come prossima al nazionalismo arabo e alle varie forme di anticolonialismo che si stavano diffondendo in quel periodo. Nell'agosto del 1959, il Consiglio di sicurezza delle Nazioni Unite votò con un margine ristretto (5 contro 4) per non prendere in considerazione la richiesta di un incontro urgente per discutere dell'"aggressione britannica contro un imamato indipendente dell'Oman". L'Assemblea generale delle Nazioni Unite adottò la risoluzione "Questione dell'Oman" nel 1965, nel 1966 e di nuovo nel 1967. Essa invitava il governo britannico a cessare qualsiasi azione repressiva contro i locali, a porre fine al controllo britannico sull'Oman e a riaffermare l'inalienabile diritto del popolo omanita all'autodeterminazione e all'indipendenza. La "questione dell'Oman" rimase nell'agenda dell'Assemblea generale delle Nazioni Unite per ogni anno fino al 1971. La causa dell'imamato continuò a essere promossa fino al 1970.
L'imam Ghalib continuò a ricevere molti visitatori dall'Oman fino alla sua morte e rimase profondamente rispettato dal popolo omanita.
Durante la guerra del Dhofar, un conflitto sorto tra il governo omanita e varie milizie ribelli e secessioniste del Dhofar, l'imam diede il suo consenso alle seconde.
Morì a Dammam il 29 novembre 2009 all'età di 96 anni.